# شرفه (الجزایر)
شرفه (انگلیسی: Chorfa) یک شهرک در استان معسکر کشور الجزایر است.